# Polzowkanal

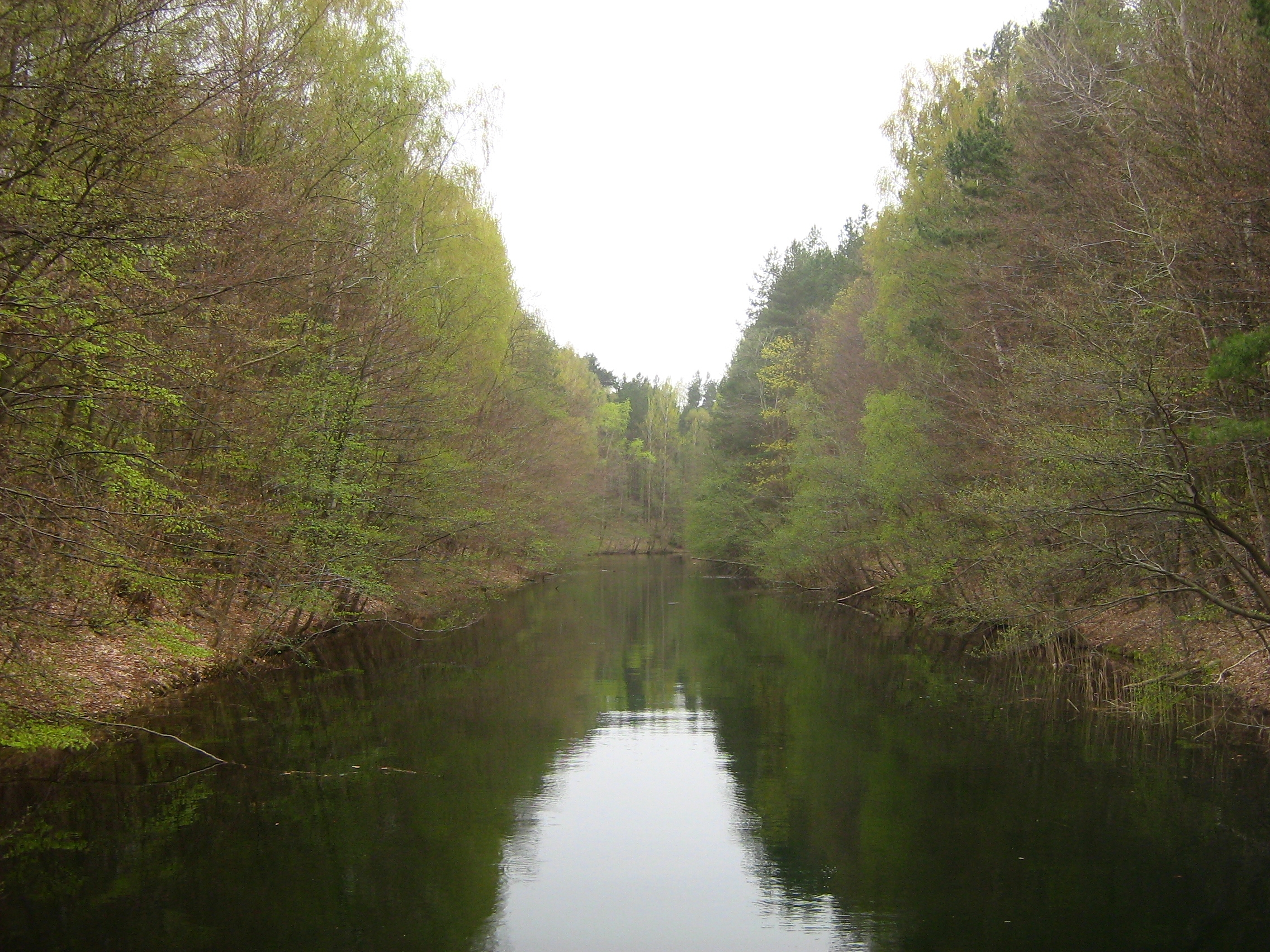
Der Polzowkanal zwischen Großem Stechlin- und Nehmitzsee

Der Polzowkanal im Norden Brandenburgs wurde im 18. Jahrhundert zum Zwecke der Flößerei angelegt und ist Teil eines Gewässersystems, das mehrere Seen miteinander und mit der Havel verbindet. Nach Fortfall dieser wirtschaftlichen Nutzung verschlammte der Kanal. Seit den 1990er Jahren gibt es Maßnahmen zu seiner Renaturierung.

## Geschichte
Der Polzowkanal verläuft vom Großen Stechlinsee über den Nehmitzsee und den Roofensee zum Kleinen und Großen Wentowsee, der u. a. über den Wentowkanal mit der Havel verbunden ist.
Um das bei der Nutzung der Wälder gewonnene Holz transportieren zu können, wurde 1745 das Polzowfließ kanalartig ausgebaut, stellenweise bis zu einer Breite von acht Metern. Dadurch konnte Berlin mit Holz aus der Menzer Heide versorgt werden. Stauanlagen sorgten für eine Erhöhung der Wassermenge. Trotz des Einbaus mehrerer Schleusen sanken die Wasserspiegel von Stechlin- und Nehmitzsee. Als Folge fiel der Kleine Rhin, der zuvor den natürlichen Abfluss des Nehmitzsees bildete, im Oberlauf trocken. Diese Nutzung des Polzowkanals dauerte nur 40 Jahre. Anschließend verschlammte er und entwickelte sich zu einem seichten Gewässer.
Seit Mitte der 1960er Jahre war der Polzowkanal in seinem Abschnitt zwischen Stechlin- und Nehmitzsee Teil eines Wasserkreislaufs zur Kühlwasserversorgung des Kernkraftwerks Rheinsberg, das zwischen diesen beiden Seen erbaut wurde. Durch einen zweiten, eigens angelegten Kanal wurde Wasser vom Nehmitzsee zur Kühlung des Kernkraftwerks entnommen und in den Stechlinsee gepumpt. Durch den Polzowkanal erfolgte der Rückfluss in den Nehmitzsee. Das Kernkraftwerk wurde 1990 stillgelegt. Sein Rückbau wurde 1995 begonnen, die Gebäudedekontamination soll 2018[veraltet] beendet sein, und nach 50 Jahren Verwahrzeit sollen ab 2069 die Hauptgebäude abgetragen werden.

## Renaturierung
In den 1990er Jahren wurden Maßnahmen zur Wiederherstellung von Mäandern begonnen, mit denen der Polzowkanal in Teilen seine natürliche Fließdynamik wiedererlangen soll. Bis zum Jahr 2000 wurden sieben Mäander des alten Polzowfließes wiederhergestellt. Zahlreiche Tier- und Pflanzenarten wurden wieder heimisch. Biber, die sich bereits bis 1988 in den Wentower Seen niedergelassen hatten, fanden im Jahr 2002 über den Polzowkanal den Weg bis zum Nehmitzsee und Großen Stechlinsee.
Ein weiteres Projekt zur „Verbesserung des Landschaftswasserhaushaltes im Stechlinseegebiet“ in den Jahren 2001 bis 2005 verfolgte u. a. die Ziele der Anhebung der Seewasserstände und die Renaturierung der Fließgewässer. Eine weitere Anhebung der Wasserstände von Stechlin- und Nehmitzsee mit Auswirkung auf den Abfluss über den Polzowkanal kann erst erfolgen, wenn der Rückbau des Kernkraftwerks abgeschlossen ist.